# RSC Medicinal Chemistry
RSC Medicinal Chemistry, до 2019 року виходив під назвою MedChemComm (повністю: Medicinal Chemistry Communications ) — рецензований науковий журнал, у якому публікуються оригінальні (первинні) дослідження та оглядові статті з усіх аспектів медичної хімії, включаючи відкриття ліків, фармакологію та фармацевтичну хімію. До грудня 2019 року він щомісяця видавався Королівським хімічним товариством у партнерстві з Європейською федерацією медичної хімії, офіційним журналом якої він був. Автори можуть опублікувати статті у відкритому доступі. Відповідно до Journal Citation Reports, імпакт-фактор журналу 2014 року становить 2,495, що ставить його на 27 місце серед 59 журналів у категорії «Хімія, медицина» та на 163 місце з 289 журналів у категорії «Біохімія та молекулярна біологія».
Головний редактор – Герхард Екер (Віденський університет, Австрія).
Станом на 1 січня 2020 року журнал називається RSC Medicinal Chemistry і продовжує виходити щомісяця під новою назвою. 
CiteScore від Scopus за 2021 рік становить 6,5. Цей покажчик виводить журнал на 36 місце серед 171 журналів у категорії «Фармацевтичні науки» та на 45 місце з 192 журналів у категорії «Органічна хімія».

## Типи статей
MedChemComm публікує дослідницькі статті (оригінальні наукові роботи, зазвичай від 4 до 10 сторінок) та огляди (критичний аналіз спеціалізованих галузей).